# The Road to London
The Road to London er en amerikansk stumfilm fra 1921 af Eugene Mullin.

## Medvirkende
- Bryant Washburn som Rex Rowland
- Saba Raleigh
- Gibb McLaughlin
- Joan Morgan som Emily
- George J. Folsey
- Rev. Dr. Batchelor
- Bertran Hays
- Mabel Washburn